# استیبل دیفیوژن
استیبل دیفیوژن (به انگلیسی: Stable Diffusion) یک مدل یادگیری ماشین است که توسط استبیلیتی ای‌آی برای تولید تصاویر از توصیفات به زبان طبیعی توسعه داده شده است. این مدل بخلاف مدل‌هایی مانند دال-ای متن‌باز است و هیچ محدودیت مصنوعی برای تولید تصاویر قائل نیست. منتقدان در مورد اخلاق هوش‌مصنوعی ابراز نگرانی کرده‌اند از جمله در مورد استفاده از این مدل برای تولید تصاویر دیپ‌فیک. مدل استیبل دیفیوژن می‌تواند بر روی سخت‌افزاری با یک واحد پردازش گرافیکی اجراء شود. 
استیبل دیفیوژن یک مدل متن به تصویر با منبع باز است که امکان تولید تصاویر بر اساس توضیحات متنی(پرامپت) را فراهم می‌کند. به عبارت دیگر، این مدل قادر است متن ورودی را به یک نمایش بصری تبدیل نماید. بدین ترتیب، کاربر می‌تواند با توضیح دادن دقیق موضوع مورد نظرش تصویر مرتبطی تولید کند. این امکانات پیشرفته «Stable Diffusion» آن را به یکی از پیشروترین مدل‌های تولید تصویر با هوش مصنوعی تبدیل کرده است. 